# 泰西博卡日
泰西博卡日（法語：Tessy-Bocage，法語發音：[tɛsi bɔkaʒ]）是法国芒什省的一个市镇，属于圣洛区。该市镇于2016年由原市镇费尔瓦什和维尔河畔泰西合并而成。2018年，卡尔瓦多斯省的市镇蓬法尔西并入泰西博卡日。

## 地名
该地名“泰西博卡日”（Tessy-Bocage）由两部分组成：“泰西”（Tessy），指的是维尔河畔泰西，该市镇的前身及主体；“博卡日”（Bocage），法语意为“树篱田”。

## 地理
泰西博卡日（48°58'28"N, 1°3'39"W）面积34.24 平方千米，位于法国诺曼底大区芒什省，该省份为法国西北部沿海省份，西、北、东北三面环大西洋，东起顺时针与卡爾瓦多斯省、奧恩省、马耶讷省和伊勒-维莱讷省接壤。
与泰西博卡日接壤的市镇（或旧市镇、城区）包括：博库德赖、栋让、富尔诺、古韦、蒙塔博、穆瓦永维拉日、托里尼莱维尔、苏勒夫尔昂博卡日、维尔河畔孔代、伯夫里尼、圣玛丽-乌特尔洛、蓬贝朗热、圣维戈尔德蒙。
泰西博卡日的时区为UTC+01:00、UTC+02:00（夏令时）。

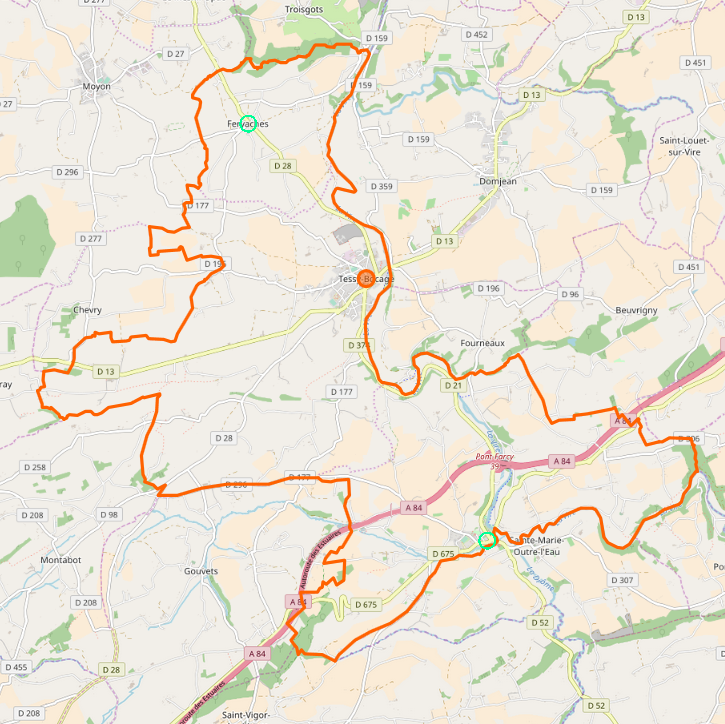
泰西博卡日的OSM定位图

## 行政
泰西博卡日的邮政编码为50420，INSEE市镇编码为50592。

## 政治
泰西博卡日所属的省级选区为维尔河畔孔代县。

## 人口
泰西博卡日于2022年1月1日时的人口数量为2219人。